# گوردون کریستین
گوردون کریستین (انگلیسی: Gordon Christian; ۲۱ نوامبر ۱۹۲۷ – ۲ ژوئن ۲۰۱۷) ورزشکار هاکی روی یخ اهل ایالات متحده آمریکا بود.
وی در مسابقات کشوری و بین‌المللی در مجموع برندهٔ ۱ مدال نقره شده‌است.